# Retrospektiv diagnos
En retrospektiv diagnos (även retrodiagnos eller postum diagnos) är praxis att identifiera en sjukdom efter patientens död (ibland i en historisk figur) med hjälp av modern kunskap, metoder och sjukdomsklassificeringar. Alternativt kan det vara ett mer allmänt försök att ge ett modernt namn åt en uråldrig och dåligt definierad pest.

## Historisk forskning
Retrospektiv diagnostik utövas av medicinska historiker, allmänhistoriker och media med varierande grad av vetenskap. När det är som värst kan det bli "lite mer än ett spel, med dåligt definierade regler och liten akademisk trovärdighet". Processen kräver ofta "översättning mellan språkliga och begreppsliga världar åtskilda av flera århundraden", och att man ska anta att våra moderna sjukdomsbegrepp och kategorier är privilegierade. Grova försök till retrospektiv diagnos misslyckas med att vara känsliga för historiska sammanhang, kan behandla historiska och religiösa dokument som vetenskapliga bevis, eller tillskriva patologi till beteenden som inte kräver något. Darin Hayton, en vetenskapshistoriker vid Haverford College, hävdar att det är meningslöst att retrodiagnostisera kända personer med autism i media, eftersom historiska berättelser ofta innehåller ofullständig information.
Förståelsen av sjukdomens historia kan dra nytta av modern vetenskap. Till exempel kan kunskap om insektsvektorerna för malaria och gula febern användas för att förklara förändringarna i omfattningen av dessa sjukdomar orsakade av dränering eller urbanisering i historisk tid.
Praxis med retrospektiv diagnos har tillämpats i parodier, där karaktärer från fiktion "diagnostiseras". Ekorren Nutkin kan ha haft Tourettes syndrom och Tiny Tim kunde ha haft renal tubulär acidos (typ I).

## Obduktionsdiagnos
Obduktionsdiagnostik anses vara ett forskningsverktyg och även en kvalitetskontrollpraxis och det gör det möjligt att utvärdera prestandan för de kliniska falldefinitionerna.
Termen retrospektiv diagnos används också ibland av en klinisk patolog för att beskriva en medicinsk diagnos hos en person som ställts en tid efter att den ursprungliga sjukdomen har försvunnit eller efter döden. I sådana fall kan analys av ett fysiskt prov ge en säker medicinsk diagnos. Sökandet efter ursprunget till AIDS har involverat retrospektiv diagnos av AIDS hos personer som dog decennier innan sjukdomen först identifierades. Ett annat exempel är där analys av bevarad navelsträngsvävnad möjliggör diagnos av medfödd cytomegalovirusinfektion hos en patient som senare hade utvecklat en störning i centrala nervsystemet.

## Exempel
- Hade Abraham, Moses, Jesus eller Paulus symptom på det psykotiska spektrumet?[12]
- Hade Tutankhamon Klippel-Feils syndrom?[13]
- Hade Alfred den Store Crohns sjukdom?[14]
- Orsakade botulism de religiösa visioner som upplevdes av Julian av Norwich?[5]
- Orsakades den engelska svetten av hantavirus?[3]
- Var digerdöden på grund av böldpest?[5]
- Var "the great pox" syfilis eller flera könssjukdomar?[3]
- Uppvisade kung George III av Storbritannien de klassiska symptomen på porfyri?[15]
- Var förhållandena som användes för att skylla på häxorna vid häxprocesserna i Salem orsakade av antoniuseld?[14]
- Dog Napoleon av magcancer, eller förgiftades han med arsenik?[16]
- Kan Franklin D. Roosevelts paralytiska sjukdom ha varit Guillain-Barrés syndrom snarare än poliomyelit?[17]
- Hade Abraham Lincoln Marfans syndrom?[18]
- Hade Karl Marx hidradenitis suppurativa?[19]
- Kan Burke och Wills ha dött av tiaminasförgiftning?[20]
- Hade René Descartes Exploding Head syndrome?[21]

## Retrospektiva diagnoser av autism
Det har publicerats många spekulativa retrospektiva diagnoser av autism hos historiska personer. Den engelske vetenskapsmannen Henry Cavendish tros av vissa ha varit autist. George Wilson, en framstående kemist och läkare, skrev en bok om Cavendish med titeln The Life of the Honorable Henry Cavendish (1851), som ger en detaljerad beskrivning som indikerar att Cavendish kan ha uppvisat många klassiska tecken på autism. Bruket att retrospektivt diagnostisera autism är kontroversiellt. Professor Fred Volkmar vid Yale University är inte övertygad; han hävdar att "det finns tyvärr en sorts stugindustri som upptäcker att alla har Aspergers."